# ブライトキングダムオンライン
ブライトキングダムオンライン（新題：ハンターキングダム）(Bright Kingdom Online 韓国名:Shine Online 新題:Hunter Kingdom -Heroes of Isya-)は、韓国のアラゴン・ネットワークスが開発し、韓国・日本等で運営されているMMORPG。現在は韓国のOnsOnSoftが開発をおこなっている。略称：ブラキン、ハンキン、Fiesta
日本では、株式会社ハイファイブ・エンターテインメントがサービスを行っていたが、2010年1月22日に同社による運営終了と運営移管が発表され、2011年6月29日にSankando株式会社にて「ハンターキングダム-Heroes of Isya-」として復活が発表されOBT（長期間であった）までが行われた。その後、Sankando株式会社が経営上の諸問題を抱えた件で本作も他の作品同様に運営事業より撤退。結局正式サービスされること無く終了した。同社の発表では移管予定ということであったものの、実際は移管準備はされておらず完全撤退であった。
2011年12月7日。突如としてOnNet株式会社によりOBTからの運営開始が発表された。タイトルはHunter Kingdom -Heroes of Isya-のままであったが、厳密にはSankando時代とは内容が多少異なっている。同年12月22日よりOnNetにて正式サービス開始、2012年3月28日に実施された大規模アップデートにてタイトル名を海外版と同じFiesta（フィエスタ）へと変更している。
グラフィックがカートゥーンレンダリング風にデザインされており、各キャラクターは少年マンガ風やアニメのイメージに近いものになっている。ハイファイブの澤社長いわく、「全部入り」というように、他のMMORPGに見られる要素を一通り揃えるほか、休憩する場合にきのこ風の家になったりするなど、独自の要素も持つ。

## 日本でのサービス状況
日本では、ハイファイブ・エンターテインメントがサービスを担当する。アイテム課金方式を取っており、公式ホームページでIDを取得するだけで、無料でプレイすることができる。
しかし過去に2回、仕様変更によって納金を強制するようなアップデートを行ったことがあり、そのたびにプレイヤー数を大幅に減少させてきた。後に、問題となった部分は解消されている。
ハイファイブの澤社長が、チェックアップとブラッシュアップの間に行われたネットカフェ巡業祭に登場するなど、ユーザーと運営との距離感が非常に近かった。また、GAプロジェクト、公式HPのゲーム内ビューカメラ設置など、さまざまな運営上のアイデアを提供していた。
2007年7月に行われた「Ver. Fiesta」後からは公式HPのゲーム内ビューカメラがなくなった。
現在では、GAプロジェクトもいつのまにか自然消滅していて、GMイベントなども行われなくなっている

## 日本でのサービス履歴
- 2006年4月10日 - チェックアップ(クローズドβテスト)開始。
- 2006年4月23日 - チェックアップ終了。
- 2006年5月20日 - ネットカフェ巡業祭を名古屋で開催。イベント実施にあわせ、クローズドβ参加者及びネットカフェ利用者にゲームを公開。
- 2006年5月21日 - ネットカフェ巡業祭を大阪で開催。
- 2006年5月27日 - ネットカフェ巡業祭を東京で開催。
- 2006年6月5日 - ブラッシュアップ(オープンβテスト)開始。
- 2006年6月8日 - GAプロジェクト開始。
- 2006年6月10日 - サッカーワールドカップ ドイツ大会にあわせ、ユニフォーム・応援衣装を実装。
- 2006年7月17日 - ブラッシュアップ終了。
- 2006年7月19日 - 正式サービス開始。課金アイテム実装。
- 2006年8月18日 - 大型アップデート「セカンドインパルス」実装。LV60転職、各職業スキルの追加、ちょこっとモンスター、乗馬システム、パーティ型ダンジョン、ギルド戦、宝箱システム、新モンスター実装。新ワールド「ウルガ」「古代エルフの森」「眠りの森」「隠された監獄1階」「隠された監獄2階」「黄金の洞窟」実装。
- 2007年7月12日 - ブライトキングダム Ver. Fiesta実装。キャラクターグラフィック変更、ミニハウス内部システム実装、各種インターフェイス変更、ログイン画面変更、新規クエスト追加、波紋の森と砂塵の浜辺のマップ変更等が行われた。
- 2007年8月9日 「ビューティーハウス」と「新生産スキル（合成・分解）スキル」実装。ゲーム内でキャラクターのフェイスパターンと髪型・髪の色が変更できるようになった。「新生産スキル」で、生産用アイテムを上位生産アイテムにしたり、下位生産アイテムに作り変えたりできるようになった。
- 2007年12月27日 大型アップデート「タクティカル・アナコンダ」実装。レベル上限が99に、新マップの追加、戦闘バランスの調整、パーティーマッチングシステム、ギルドトーナメント等が実装された。
- 2008年6月12日 - 「結婚システム」と「料理システム」実装。
- 2010年1月31日 - ショッピングモールサービス終了。
- 2010年2月28日 - ゲームサーバー停止。サービス移管の告知があるものの、移管先が不明のままホームページの更新も停止。
- 2011年6月29日 - Sankando株式会社にて「ハンターキングダム-Heroes of Isya-」として復活が発表されクローズドβテスター募集が開始された。
- 2012年9月19日 - ゲームサーバーが再度停止。FIESTAと名称も変えて心機一転したが今後の継続的なサービスが困難との判断によるもの。
- 2013年 - AMIGO社に移り、再度FIESTAとして復活<https://fiesta.gamigo.com/>。ただし海外サーバーなので日本語には対応していない。
- 2022年2月 - 現在でもアップデートが行われなど、正式な運営が続いている。

## あらすじ
創造と浄化の力を持つ神・ルゼルによって、創られたアイシャ大陸。この世界は、長い歴史があるが、その歴史はかつての人の記録でしか知る事は出来ず、真の歴史を知る術は無かった。ところがある日、アイシャ大陸に大きな影が覆い隠そうとした瞬間、原因不明の一筋の光が差し込んで来た。更に、この日は大陸の住人全てが、この不思議な出来事を機に、大陸全ての住民の心に真理の存在が植えつけられた。そして、多くの若者が冒険者となって真理を求めて旅を始めたのであった。
果たして、この大陸で一体何が起きているのか？　そして、このアイシャ大陸の真の歴史とは何か？

## サーバ
- サービス開始時、2つのワールド「World Sun」「World Wind」が存在した。
- 2009年7月16日 ワールドは単一の「World Sun+Wind」に統合。両サーバーから選ばれた最大4キャラクターが移行できた。

## 世界観

### 街
ルーメン
ゲームスタート時の街。港のある小さな街。
エルドリン
Lv.20前後から利用する街。王国の王都のイメージ。

### フィールド
波紋の森
ゲーム開始時に行けるダンジョンのひとつ。
砂塵の浜辺
ゲーム開始時に行けるダンジョンのひとつ。
霧隠れの森
波紋の森・砂塵の浜辺・エルドリン・輝石の神殿からアクセスできるフィールド。転職クエスト（後述）の最終段階もここで行う。
共鳴の洞窟
波紋の森・砂塵の浜辺・煩悩海岸からアクセスできるフィールド。「鉱石」から銅鉱石を採掘できる（「鉱石採掘スキル」が必要）。モンスターの出現率は比較的低い。
煩悩海岸
ルーメン・炎火の丘・共鳴の洞窟・エルドリンからアクセスできるフィールド。海岸部分と森林部分に大別でき、棲息するモンスターも大きく異なる。海岸部分はマーラ海賊団のアジトとなっている。
炎火の丘
煩悩海岸・月下の墓地からアクセスできるフィールド。上層部分は山賊団のマーロン団のアジトとなっている。
輝石の神殿
霧隠れの森からアクセスできるフィールド。下層部分の一部では「鉱石」から銀鉱石を採掘できる（「鉱石採掘スキル」が必要）。
月下の墓地
エルドリン・炎火の丘・蔦の森からアクセスできる。
崩壊した監獄
エルドリン・ゴブリンキャンプ・隠された監獄からアクセスできる。
蔦の森
月下の墓地・ゴブリンキャンプからアクセスできる。
ゴブリンキャンプ
蔦の森からアクセスできる。
ウルガ
崩壊した監獄・エルフの森からアクセスできる。
古代エルフの森
ウルガからアクセスできる。
眠りの森
古代エルフの森からアクセスできる。
隠された監獄1階
崩壊した監獄からアクセスできる。
隠された監獄2階
隠された監獄1階からアクセスできる。
黄金の洞窟
ウルガからアクセスできる。
バーニングストーン
眠りの森からアクセスできる。
火炎鉱山

## キャラクター
プレイキャラクターは以下に述べる4つの職業から選択する。それぞれに性別を選択することができ、また、3種類の髪型、顔を選択することができた。
「Ver. Fiesta」実装後からは頭身が下がり、顔のタイプを各職業1種、髪型を男2種、女4種を新規追加し、キャラクター作成時に選択できるパーツは、顔4種、髪型14種、髪色12種に増加し1職業あたり672通り、職業、男女合わせて合計5,000種以上のキャラクターメイキングができるようになった。ただし、キャラクタースキンが統一されたため、ファイターは日焼けでなくなり、メイジが青い肌でなくなった。

### ファイター
近接攻撃主体の職種。剣士。防御力が高い。
ターゲットを自分へ強制変更する技を持ち、PTでは主に壁役。

### クレリック
近接攻撃と回復魔法の職種。
火力は非常に低く、PT専門職といってもいい。

### アーチャー
遠距離攻撃主体の職種。弓使い。
遠距離であるということ以上の特筆に値するような長所はない。
防御力が低く、ゲームシステムとして回避はほとんど当てにならないため、デメリットの方が目立つため、メイジに存在を食われている。

### メイジ
魔法攻撃主体の職種。魔法使い。
火力が高く範囲攻撃や状態異常攻撃も連射できるなど、攻撃性能に秀でる。
反面、防御力が低いが、ステータス振りわけや火力で押し切ることが出来る。

## ゲームシステム

### 基本操作
クリックのみでも操作できるが、キーボード操作にも対応している。
キー設定のみで主要な操作のほとんどをこなすことも可能であり、便利性を向上させている。
しかしカメラ操作はキーボードで行うことが出来ず、マウス操作無しでのプレイは事実上不可能となっている。

#### 移動
キー操作もしくは移動したい地点をクリックすれば移動できる。歩き、走り、乗馬の3パターンの移動方法がある。

#### 攻撃
ターゲットキーもしくは攻撃対象のモンスターをクリックするとターゲットが定められ、アタックキーもしくは更にもう一度クリックすると、通常攻撃（剣、弓矢など）、スキルの対応ボタンキーを押すとスキル攻撃ができる。

### モンスター
コミカルな造形のものが多いが、人型や準人型のモンスターにはリアルなディティールもあり不気味さを増している。
モンスターの種類ごとに何パターンかの台詞を話すが、基本的に意味はない。いくつか（実装当時の）流行ネタも混じっている。

### スキル
職業ごとに使える技が限定され、その技を「スキル」と呼んでいる。
同じスキルでもいくつかのランクがあり、LVが上がることによってより高いランクのものを修得可能になる。
各スキルは、LVアップ時にもらえるスキルポイントを消費することで「ダメージ増加」「再使用時間短縮」「効果時間延長」「消費SP軽減」の4つの要素を強化することが出来る。

### 転職
Lv.20になると「一次転職クエスト」の実施が可能となり、職種ごとにあるクエストを遂行するとより強力な職種に「転職」できる。Lv.20代以降に用いる装備・スキルは、たとえ必要レベルに達していても転職後でないと使用できないものがほとんどであり、実質的に転職しなければキャラクター育成が不可能である。分岐が発生するわけでもないので、ほとんどデメリットしかないシステムになっている。
LV20
- ファイター　→　クレバーファイター
- クレリック　→　ハイクレリック
- アーチャー　→　ホークアーチャー
- メイジ　　　→　ウィズメイジ

LV60
- クレバーファイター　→　ウォリアー
- ハイクレリック　　　→　パラディン
- ホークアーチャー　　→　スカウト
- ウィズメイジ　　　　→　エンチャンター

転職クエストはいくつかの段階で構成されていて、基本的に同じ物なのでクラスによって難易度に差が出る。

### ギルド
プレイヤーが設立するコミュニティ。ギルド名が頭上に表示され、専用チャットが使えるようになる。

### アイテム
装備品は職業制限とLV制限があり、より高レベルの物ほど単純により強くなっていく。
ドロップ品では追加ステータスがつくことがあり、その追加ステータスが最高レベルのものであれば、一つ上位の装備(追加ステータス無し)より性能が高くなることもありうる。

### アイテム強化
確率依存のランダム強化で、最大で+9まで可能。+数値が高いほど、一段階での数値上昇量が大きい。
LVが高い装備ほど+されたときの数値上昇量も大きくなる。

### 武器タイトル
武器に付与すると、特定のモンスターの攻撃力を一定値下げることができる。街の武器タイトル商人から購入するかモンスターを倒すことで入手でき、同商人により一個の武器に「登録」することで効力を発揮する。ただし登録した武器を携帯していない時は無効。

### 乗馬システム
乗り物アイテムを使用することで騎乗する。騎乗中は移動とアイテム使用以外の行動が出来ない。
課金アイテムは速度2倍、日数制限あり。
ゲーム内NPC販売アイテムでは速度1.3倍もしくは1.7倍で、騎乗中に空腹度が進行するのでエサが必要。

### キングダムクエスト
本作品の目玉とされていたもので、一定時間ごとに定員10～20人で専用フィールドにおいてクエストを行う。
その多くは雑魚Mob～中ボスMob、最後に大ボスMobを倒すことでクリアとなる。
気軽にPTプレイが出来るメリットがあるが、各種キングダムクエストのLV制限が一般フィールドでのPTを分断するデメリットにもなっている。
2009年現在では、過疎化がひどいため、極一部の人気の物以外はほとんど機能していない。また低レベルのキングダムクエストは一人でもクリアできる難易度にされていて、PTで行くと何の面白みもない物になってしまっている。